# Corydalis sochivkoi
Corydalis sochivkoi är en vallmoväxtart som beskrevs av Michajlova. Corydalis sochivkoi ingår i släktet nunneörter, och familjen vallmoväxter. Inga underarter finns listade i Catalogue of Life.